# Wielopole (Popielów)
Wielopole (śl. Wielopolé, niem. Wielepole) – przysiółek wsi Popielów w Polsce, położony w województwie opolskim, w powiecie opolskim, w gminie Popielów. 
W latach 1975–1998 miejscowość administracyjnie należała do ówczesnego województwa opolskiego. Wielopole znajduje się na terenie Stobrawskiego Parku Krajobrazowego.
Wielopole powstało w latach 1822–1825 w wyniku podziału gruntów. Przysiółek składa się z kilkunastu zagród skupionych po zachodniej stronie ulicy Powolnego.
W okresie hitlerowskiego reżimu w latach 1936–1945 miejscowość nosiła nazwę Großfelde.